# Izba Pamięci Adama Mickiewicza w Budziszewku
Izba Pamięci Adama Mickiewicza w Budziszewku – małe muzeum upamiętniające pobyt Wieszcza Narodu Polskiego Adama Mickiewicza w Budziszewku.
Pomysł zorganizowania małego, szkolnego muzeum mickiewiczowskiego zrodził się w czerwcu 1982 r. podczas szkolnej wycieczki do Muzeum Adama Mickiewicza w Śmiełowie. Pomysłodawcami byli: Janina Ruta (historyk) i Bogdan Ruta (plastyk), nauczyciele pracujący w szkole podstawowej im. Adama Mickiewicza w Budziszewku. Plan dydaktyczno-wychowawczy szkoły na rok szkolny 1982/1983 został ukierunkowany na zbieranie eksponatów mickiewiczowskich. Do pracy włączyli się wszyscy nauczyciele i uczniowie, nie zabrakło też chętnych rodziców. Dużą pomocą służył ówczesny proboszcz parafii Budziszewko – ks. Aleksy Mercik.
Ekspozycję urządzono w jednej z izb lekcyjnych (lekcje odbywały się tam do 2000 roku), ale wiele prac plastycznych umieszczono w świetlicy, bibliotece oraz na korytarzach. Na zbiory mickiewiczowskie składają się: bogaty księgozbiór (podzielony na dwie części: utwory Poety i opracowania o jego życiu i twórczości), obrazy, rzeźby, plakiety, medale, medaliony, fotokopie, rysunki, grafiki, przedmioty związane z epoką. Wśród książek zwracają uwagę egzemplarze Poezji wydane w Paryżu w 1828 i 1899 roku, ponad sto różnych wydań Pana Tadeusza (najstarsze z 1878 roku), wydania rocznicowe, miniaturowe i albumowe, publikacje Władysława Mickiewicza.
Wśród eksponatów warto zwrócić uwagę na te, które nawiązują do tzw. epizodu budziszewskiego w życiu Poety – portrety Konstancji i Józefa Łubieńskich, rękopis wiersza Konstancji Łubieńskiej pt. Elegia, znaleziony na strychu pałacu w 1983 r., listy do Józefa Łubieńskiego z 1835 r. Oddzielną część ekspozycji stanowi porcelana o tematyce mickiewiczowskiej. Są to patery do Pana Tadeusza, bajek i ballad, 10 figurek do Pana Tadeusza oraz dwie płaskorzeźby. Jeszcze inną część zbiorów tworzą liczne materiały zebrane w Roku Mickiewiczowskim – artykuły prasowe, foldery z wystaw, zaproszenia, programy przedstawień, fotografie i plakaty. Także ekranizacja w reżyserii Andrzeja Wajdy ma swój wydźwięk w zbiorach Izby – są plakaty, artykuły prasowe, prace plastyczne uczniów.
Budziszewskie mickiewicziana są wypożyczane na wystawy do Muzeum Regionalnego w Rogoźnie, do Biblioteki Publicznej w Obornikach i Budzyniu.
Zbiory mickiewiczowskie w Budziszewku powstały dzięki życzliwości wielu instytucji: Muzeum Literatury im. Adama Mickiewicza w Warszawie, Muzeum Adama Mickiewicza w Śmiełowie, Biblioteki Narodowej w Warszawie, Biblioteki Publicznej miasta Poznania, bibliotek uniwersyteckich, pedagogicznych a nawet szkolnych. Prace plastyczne wykonali specjalnie dla Izby artyści z Krakowa, Warszawy, Poznania, Gdańska, Szczecina, Tarnowa, Rogoźna. W 90% zbiory pochodzą od bezinteresownych darczyńców – wielu z nich o Budziszewku słyszało pierwszy raz, nigdy tu nie byli, ale ofiarowali coś od siebie – od serca. Na przestrzeni dwudziestoletniego istnienia Izby Pamięci liczba eksponatów ciągle rośnie.
Tym samym spełniło się marzenie Wieszcza zawarte w epilogu Pana Tadeusza:

„O gdybym dożył tej pociechy, żeby te książki zbłądziły pod strzechy”.